# Salselas
Salselas es una freguesia portuguesa del municipio de Macedo de Cavaleiros, en el distrito de Braganza, con 36,42 km² de superficie y 386 habitantes (2011). Su densidad de población es de 10,6 hab/km².
Situada a 15 km al nordeste de la capital del municipio, junto al embalse del río Azibo, la freguesia comprende las aldeas de Salselas, Valdrez y Limãos, además de la aldea abandonada de Banrezes. Perteneció sucesivamente a los concelhos de Braganza, de Izeda y de Chacim, hasta quedar adscrita en 1874 al de Macedo de Cavaleiros. Su economía es fundamentalmente agropecuaria, siendo la producción de leche, ganado bovino y aceite las principales actividades económicas.
Apegada a sus tradiciones rurales, Salselas cuenta con un grupo de pauliteiros (danza tradicional con palos) y con un Museo Rural con una notable colección etnográfica de la comarca.